# Dragojevac (Arilje)
Dragojevac (Servisch cyrillisch Драгојевац) is een plaats in de Servische gemeente Arilje. De plaats telt 312 inwoners (2002).